# 狩野美智子
狩野 美智子（かのう みちこ、1929年(昭和4年) - ）は、日本のスペイン研究家、文筆家、翻訳家。

## 来歴
東京浅草生まれ。東京で空襲を度々経験し、長崎での学徒動員中に工場で被爆。
1956年慶應義塾大学文学部西洋史学科卒業。都内の定時制高校などで28年間教えた。1983年退職。
その後は文筆家、翻訳家。

## 著書
- 『沖縄を学ぶ わたしたちの基礎講座レポート』（吾妻書房） 1979
- 『バスク物語 地図にない国の人びと』（彩流社） 1992
- 『バスクとスペイン内戦』（彩流社） 2003
- 『野上弥生子とその時代』（ゆまに書房） 2009
- 『家族の歴史』（恵雅堂出版 (制作)） 2011
- 『長崎の被爆者から見た3・11後 : 83歳の思うこと』（彩流社） 2013

### 共著
- 『広島・長崎から 戦後民主主義を生きる 往復書簡』（関千枝子共著、彩流社） 2012

## 翻訳
- 『バスク大統領亡命記 ゲルニカからニューヨークへ』（ホセ・アントニオ・デ・アギーレ、三省堂） 1989
- 『もう一つのゲルニカの木』（ルイス・デ・カストレサナ、平凡社） 1991
- 『ナバラ王国の歴史 山の民バスク民族の国』（レイチェル・バード、彩流社） 1995

## 参考
- セブンネット